# Egbert Spelde
Egbert Spelde (Amsterdam, 7 november 1942 – Assen, 8 januari 2019) was een Nederlands accordeonist en accordeondocent.

## Opleiding
Spelde studeerde van 1960 tot 1965 als een van de eersten in Nederland accordeon bij Arie Willems aan het Conservatorium van de Vereniging "Muzieklyceum" te Amsterdam. Ook had hij enige tijd les van Frans van Capelle. In de studie werd een begin gemaakt met het spelen op wat toen werd genoemd 'baritonbassen' (de huidige 'melodiebassen'), iets dat in die tijd nog geen vanzelfsprekendheid was. Als aanvulling op zijn studie studeerde hij ook nog drie jaar orgel bij Evaristos Glassner.

## Carrière
In de jaren zestig werd het accordeon nog vooral beschouwd als een instrument voor volks- en amusementsmuziek. De missie van Spelde was om het accordeon een volwaardige plaats te geven in de wereld van de klassieke muziek. Spelde werd tijdens zijn studie al gevraagd om de vakopleiding accordeon aan het toenmalige Twents Muzieklyceum (thans onderdeel van ArtEZ hogeschool voor de kunsten) inhoud te geven. Van 1965 tot 2011 was hij in Enschede werkzaam als hoofdvakdocent accordeon. Van 1967 tot 1995 was Spelde tevens als hoofdvakdocent accordeon verbonden aan het Stedelijk Conservatorium Groningen (het huidige Prins Claus Conservatorium). Op beide conservatoria stimuleerde hij zijn studenten zich juist te verdiepen in de andere mogelijkheden van het instrument, namelijk klassieke muziek en eigentijds gecomponeerde muziek. Zowel in Enschede als in Groningen heeft Spelde vele beroepsmusici opgeleid. Daarnaast was hij zeer lang aan het ICO Assen verbonden als docent accordeon. Door zijn werk op beide conservatoria werkte hij onder andere regelmatig samen met Mogens Ellegaard, Bogdan Dowlasz, Mie Miki en Teodoro Anzellotti. Verder is hij betrokken geweest bij het overleg met de rijksinspectie bij het tot stand komen de van de toenmalige B-akte voor accordeon, samen met onder anderen Nicolaas van Straten, Wilt Boonstra en Harry Mooten.
Naast zijn activiteiten als pedagoog was Spelde ook actief op de verschillende concertpodia in Nederland. Zo soleerde hij onder meer met het Noordelijk Filharmonisch Orkest (accordeonconcerten van Jean Wiéner en Václav Trojan), soleerde hij ook in het Concertino van Jan van Dijk en bracht hij verschillende composities in première. Hij werkte samen met diverse componisten om nieuw repertoire voor het accordeon te ontwikkelen, onder wie Jacob ter Veldhuis, Frans Vuursteen, François Mollinger, Marios Joannou Elia, Christoph Taggatz, Jacques Bank en Julius Ament.
Verder was Spelde actief als begeleider bij diverse producties van de voormalige theatergroepen Noorder Compagnie en toneelgroep STEE, alsmede bij de Theaterunie. Ook stelde hij regelmatig de muziek samen voor theaterproducties van jeugdtheater De Citadel in Groningen. Spelde is tevens oprichter, dirigent en artistiek leider van het Nederlands Accordeon Ensemble.